# Tour du Doubs 2017
La 32e édition du Tour du Doubs a eu lieu le 10 septembre 2017. C'est la treizième épreuve de la Coupe de France de cyclisme sur route 2017. La course fait partie du calendrier UCI Europe Tour 2017 en catégorie 1.1.
L'épreuve a été remportée par le français Romain Hardy (Fortuneo-Oscaro) devant les Français Flavien Dassonville (HB BTP-Auber 93) à 5 secondes et Quentin Jauregui (AG2R) à 8 secondes.

## Présentation

### Parcours
Le départ fictif de Morteau puis le départ réel aux Fins rallie ensuite Maîche avant de repiquer en direction de Belleherbe et Pierrefontaine-les-Varans puis de prendre la direction de Pontarlier via Arc-sous-Cicon.

### Équipes
Classé en catégorie 1.1 de l'UCI Europe Tour, le Tour du Doubs est par conséquent ouvert aux WorldTeams dans la limite de 50 % des équipes participantes, aux équipes continentales professionnelles, aux équipes continentales et aux équipes nationales.
Quatorze équipes participent à ce Tour du Doubs - deux WorldTeams, cinq équipes continentales professionnelles, huit équipes continentales et deux équipes nationales :
| WorldTeams       | WorldTeams | WorldTeams |
| Nom de l'équipe  | Pays       | Code       |
| ---------------- | ---------- | ---------- |
| AG2R La Mondiale | France     | ALM        |
| FDJ              | France     | FDJ        |

| Équipes nationales                 | Équipes nationales | Équipes nationales |
| Nom de l'équipe                    | Pays               | Code               |
| ---------------------------------- | ------------------ | ------------------ |
| Équipe nationale espoirs de France | France             | FRA                |
| Équipe nationale Suisse            | Suisse             | SUI                |

| Équipes continentales professionnelles | Équipes continentales professionnelles | Équipes continentales professionnelles |
| Nom de l'équipe                        | Pays                                   | Code                                   |
| -------------------------------------- | -------------------------------------- | -------------------------------------- |
| Fortuneo-Oscaro                        | France                                 | TFO                                    |
| Cofidis                                | France                                 | COF                                    |
| Direct Énergie                         | France                                 | DEN                                    |
| Delko Marseille-Provence KTM           | France                                 | DMP                                    |
| Wanty-Groupe Gobert                    | Belgique                               | WGG                                    |

| Équipes continentales         | Équipes continentales | Équipes continentales |
| Nom de l'équipe               | Pays                  | Code                  |
| ----------------------------- | --------------------- | --------------------- |
| HB BTP-Auber 93               | France                | AUB                   |
| Burgos-BH                     | Espagne               | BUR                   |
| Differdange-Losch             | Luxembourg            | CCD                   |
| Roubaix Lille Métropole       | France                | RLM                   |
| Armée de terre                | France                | ADT                   |
| Euskadi Basque Country-Murias | Espagne               | EUS                   |
| Vorarlberg-Santic             | Autriche              | VOL                   |
| Roth-Akros                    | Suisse                | TRA                   |

## Classement final
|    | Coureur             | Pays   | Équipe                  |    | Temps           |
| -- | ------------------- | ------ | ----------------------- | -- | --------------- |
| 1  | Romain Hardy        | France | Fortuneo-Oscaro         | en | 4 h 07 min 00 s |
| 2  | Flavien Dassonville | France | HP BTP-Auber 93         | +  | 5 s             |
| 3  | Quentin Jauregui    | France | AG2R La Mondiale        |    | 8 s             |
| 4  | Nicolas Edet        | France | Cofidis                 |    | 8 s             |
| 5  | Romain Sicard       | France | Direct Énergie          |    | 8 s             |
| 6  | Thibault Ferasse    | France | Armée de terre          |    | 15 s            |
| 7  | Mathias Le Turnier  | France | Cofidis                 |    | 15 s            |
| 8  | Valentin Madouas    | France | France espoirs          |    | 15 s            |
| 9  | Julien Antomarchi   | France | Roubaix Lille Métropole |    | 15 s            |
| 10 | Guillaume Martin    | France | Wanty-Groupe Gobert     |    | 15 s            |